# Algarve Cup 2014
L'Algarve Cup 2014 è stata la ventunesima edizione dell'Algarve Cup. Ebbe luogo dal 5 al 12 marzo 2014.

## Formato
Le 12 squadre erano divise in tre gironi all'italiana. I gruppi A e B contenevano le squadre meglio piazzate nel ranking che si contesero il titolo.
Dopo gli scontri diretti nel girone, vennero disputate sei finali: la finale per l'undicesimo posto fra le ultime due del gruppo C, la finale per il nono posto tra la seconda del gruppo C e la peggiore quarta tra gli altri due gruppi, la finale per il settimo posto tra la prima del gruppo C e la migliore quarta tra gli altri due gruppi, la finale per il quinto posto tra le terze dei primi due gruppi, la finale per il terzo posto tra le seconde dei primi due gruppi e la finale tra le prime dei primi due gruppi.
Erano assegnati tre punti per la vittoria, uno per il pareggio e zero per la sconfitta. In caso di parità di punti, venivano considerati gli scontri diretti, la differenza reti e i gol fatti.

## Squadre
- Austria
- Cina
- Corea del Nord
- Danimarca

- Germania
- Giappone
- Islanda
- Norvegia

- Portogallo
- Russia
- Stati Uniti
- Svezia

## Fase a gironi

### Gruppo A
| Squadra  | Pt | G | V | N | P | GF | GS | DR |
| -------- | -- | - | - | - | - | -- | -- | -- |
| Germania | 9  | 3 | 3 | 0 | 0 | 9  | 1  | +8 |
| Islanda  | 6  | 3 | 2 | 0 | 1 | 3  | 6  | -3 |
| Cina     | 3  | 3 | 1 | 0 | 2 | 1  | 2  | -1 |
| Norvegia | 0  | 3 | 0 | 0 | 3 | 2  | 6  | -4 |

| Arbitro: | Yeimy Martinèz |

|  |           |             |
|  | Marcatori | 75’ Yang Li |

| Arbitro: | Stéphanie Frappart |

|                                                        |           |  |
| Marozsán 7’ 23’ Šašić 45’ (rig.) Goeßling 59’ Popp 64’ | Marcatori |  |

| Arbitro: | Teodora Albon |

|               |           |                                       |
| Mykjåland 82’ | Marcatori | 48’ Edvardsdóttir 86’ Þorsteinsdóttir |

| Arbitro: | Sheena Dickson |

|            |           |  |
| Mittag 79’ | Marcatori |  |

| Arbitro: | Rita Gani |

|  |           |              |
|  | Marcatori | 90+1’ (aut.) |

| Arbitro: | Cristina Dorcioman |

|                     |           |                                     |
| Mykjåland 2’ (rig.) | Marcatori | 12’ Laudehr 31’ Mittag 55’ Marozsán |

### Gruppo B
| Squadra     | Pt | G | V | N | P | GF | GS | DR |
| ----------- | -- | - | - | - | - | -- | -- | -- |
| Giappone    | 7  | 3 | 2 | 1 | 0 | 4  | 2  | +2 |
| Svezia      | 6  | 3 | 2 | 0 | 1 | 4  | 2  | +2 |
| Danimarca   | 3  | 3 | 1 | 0 | 2 | 5  | 6  | -1 |
| Stati Uniti | 1  | 3 | 0 | 1 | 2 | 4  | 7  | -3 |

| Arbitro: | Efthalia Mitsi |

|            |           |            |
| Miyama 82’ | Marcatori | 76’ Leroux |

| Arbitro: | Casey Reibelt |

|                           |           |  |
| Asllani 15’ Rubensson 18’ | Marcatori |  |

| Arbitro: | Yeimy Martinèz |

|             |           |  |
| Schelin 23’ | Marcatori |  |

| Arbitro: | Cristina Dorcioman |

|              |           |  |
| Iwabuchi 43’ | Marcatori |  |

| Arbitro: | Teodora Albon |

|                             |           |              |
| Ōgimi 48’ Miyama 89’ (rig.) | Marcatori | 41’ Sembrant |

| Arbitro: | Riem Hussein |

|                                  |           |                                                             |
| Press 59’ Leroux 65’ Rapinoe 68’ | Marcatori | 24’ Veje 35’ Nadim 39’ Sørensen 62’ Rasmussen 90+2’ Nielsen |

### Gruppo C
| Squadra        | Pt | G | V | N | P | GF | GS | DR |
| -------------- | -- | - | - | - | - | -- | -- | -- |
| Corea del Nord | 9  | 3 | 3 | 0 | 0 | 6  | 1  | +5 |
| Russia         | 3  | 3 | 1 | 0 | 2 | 6  | 6  | 0  |
| Austria        | 3  | 3 | 1 | 0 | 2 | 5  | 7  | -2 |
| Portogallo     | 3  | 3 | 1 | 0 | 2 | 4  | 7  | -3 |

| Arbitro: | Therese Neguel |

|                |           |                              |
| Morozova 90+2’ | Marcatori | 33’ Jong Yu-Ri 90’ Ra Un-Sim |

| Arbitro: | Riem Hussein |

|                        |           |                               |
| Neto 15’ 61’ Silva 27’ | Marcatori | 33’ Zadrazil 40’ Schnaderbeck |

| Arbitro: | Rita Gani |

|            |           |                                   |
| Mendes 11’ | Marcatori | 54’ 76’ Pantjuchina 70’ Korovkina |

| Arbitro: | Wang Jia |

|  |           |                              |
|  | Marcatori | 57’ Kim Un-Ju 72’ Ho Un-Byol |

| Arbitro: | Sheena Dickson |

|  |           |                              |
|  | Marcatori | 39’ Ho Un-Byol 54’ Ra Un-Sim |

| Arbitro: | Yeimy Martinèz |

|                                   |           |                         |
| Makas 19’ Prohaska 30’ Burger 88’ | Marcatori | 18’ 62’ (rig.) Morozova |

## Finale Undicesimo Posto
| Arbitro: | Wang Jia |

|                          |           |           |
| Prohaska 2’ Zadrazil 27’ | Marcatori | 72’ Silva |

## Finale Nono Posto
| Arbitro: | Rita Gani |

|             |           |  |
| Sočneva 88’ | Marcatori |  |

## Finale Settimo Posto
| Arbitro: | Stéphanie Frappart |

|  |           |                              |
|  | Marcatori | 11’ 58’ Wambach 88’ O'Reilly |

## Finale Quinto Posto
| Arbitro: | Sheena Dickson |

|            |                      |                 |
| Yang Li 7’ | Marcatori            | 77’ Troelsgaard |
|            | Tiri di rigore 5 – 4 |                 |

## Finale Terzo Posto
| Arbitro: | Casey Reibelt |

|                         |           |               |
| Þorsteinsdóttir 27’ 31’ | Marcatori | 89’ Göransson |

## Finale
| Arbitro: | Efthalia Mitsi |

|                                    |           |  |
| Keßler 46’ Mittag 50’ Marozsán 61’ | Marcatori |  |

## Classifica finale
| Posizione | Squadra        |
| --------- | -------------- |
| 1         | Germania       |
| 2         | Giappone       |
| 3         | Islanda        |
| 4         | Svezia         |
| 5         | Cina           |
| 6         | Danimarca      |
| 7         | Stati Uniti    |
| 8         | Corea del Nord |
| 9         | Russia         |
| 10        | Norvegia       |
| 11        | Austria        |
| 12        | Portogallo     |

## Classifica marcatrici
4 reti
- Dzsenifer Marozsán

3 reti
- Anja Mittag
- Harpa Þorsteinsdóttir
- Jelena Igorewna Morosowa

2 reti
- Nina Burger
- Nadine Prohaska
- Sarah Zadrazil*
- Aya Miyama
- Ho Un-byol
- Ra Un-sim
- Lene Mykjåland
- Cláudia Neto
- Jéssica Silva
- Ekaterina Pantjuchina*
- Sydney Leroux
- Abby Wambach

1 rete
- Yang Li
- Lena Goeßling
- Nadine Keßler
- Simone Laudehr
- Alexandra Popp
- Célia Šašić (1 rigore)
- Mist Edvardsdóttir*
- Simone Boye Sørensen*
- Nadia Nadim
- Karoline Smidt Nielsen
- Johanna Rasmussen
- Sanne Troelsgaard Nielsen
- Katrine Veje
- Mana Iwabuchi
- Yūki Ōgimi
- Jong Yu-ri
- Kim Un-ju
- Viktoria Schnaderbeck
- Carolina Mendes
- Nelli Korowkina
- Ekaterina Sočneva
- Kosovare Asllani
- Antonia Göransson
- Charlotte Rohlin[1]
- Lotta Schelin
- Linda Sembrant
- Heather O'Reilly
- Christen Press
- Megan Rapinoe

Autogol
- Hinzu (a favore dell'Islanda)

Note: * = 1ª rete internazionale per la giocatrice